# Willax Televisión
Willax Televisión est une chaîne de télévision péruvienne appartenant à Corporación EW, propriété du millionnaire Erasmo Wong (en).
Fondée en 2010, cette chaîne défend des thèses de la droite conservatrice.